# Holmström-Modell
Bengt Holmström (derzeit Professor für Wirtschaftswissenschaften am Massachusetts Institute of Technology) befasst sich in dem nach ihm benannten Modell mit der Hidden-action-Problematik (vgl. Asymmetrische Information) des Arbeitseinsatzes von Arbeitnehmern (über deren Karriereverlauf) und deren Implikationen auf/für den Arbeitsmarkt bzw. für den Arbeitnehmer (im Folgenden als Agent bezeichnet). Holmström verwendet für sein Modell die Annahmen der Prinzipal-Agenten-Theorie.

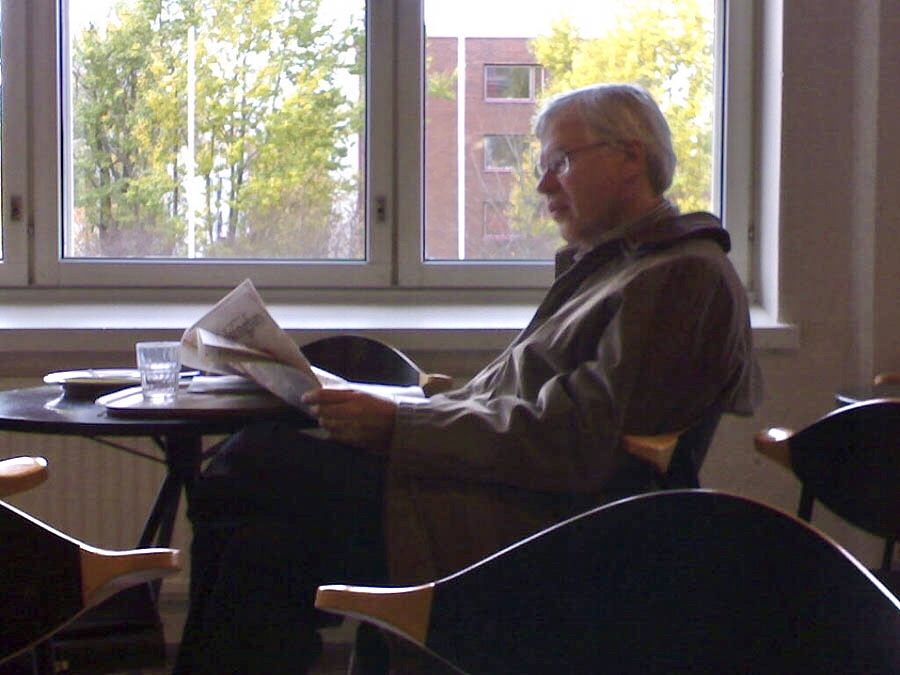
Bengt Holmström (2008)

## Holmström-Modell
Holmström nimmt eine lineare Produktionsfunktion des Agenten an: {\displaystyle p_{t}} = {\displaystyle n_{}} + {\displaystyle e_{t}} + {\displaystyle u_{t}}, wobei {\displaystyle n_{}} für das Talent des Agenten als Zufallsvariable steht, {\displaystyle e_{t}} für den Arbeitseinsatz des Agenten steht und {\displaystyle u_{t}} als (exogener) Störterm definiert ist (der Erwartungswert von {\displaystyle u_{t}} ist 0). Das Talent des Agenten ist a priori normalverteilt (vgl. Normalverteilung). Der Agent ist risikoneutral (vgl. Risikoneutralität / lineare Nutzenfunktion). Der Arbeitgeber (im Folgenden als Prinzipal bezeichnet) kann lediglich die Summe der drei Summanden der Produktionsfunktion {\displaystyle p_{t}} des Agenten beobachten, nicht jedoch einzelnen Summanden wie z. B. das Talent. Auch sind weder die Summanden, noch die Summe dieser kontrahierbar. Kontrahierbarkeit ist definiert als die Nachprüfbarkeit durch eine dritte Partei.
Aus dieser Annahme entsteht das Hidden-action-Problem. Der Output des Agenten ist beobachtbar, woraus der Prinzipal in der Lage ist, im Laufe der Zeit, Rückschlüsse auf das unbekannte Talent des Agenten zu schließen.
Implikationen: Der Agent kann durch seinen Arbeitseinsatz und sein Talent seinen zukünftigen Lohn beeinflussen. Arbeitseinsatz und Talent sind Substitute. So kann ein untalentierter Agent über hohen Arbeitseinsatz ein gewisses Maß an Talent vortäuschen. Sobald jedoch t -> ∞ ist jegliche Unsicherheit über das Talent des Agenten verschwunden und sein optimaler Arbeitseinsatz wäre nun {\displaystyle e_{t}} = 0 (für t = ∞).
Es stellt sich nun die Frage, wieso der Agent nicht auch zu Beginn seiner Karriere  {\displaystyle e_{t=1}} = 0 wählt und somit Kosten in Form von Arbeitsleid einspart? (Arbeitsleid wird in der Nutzenfunktion des Agenten zur Vereinfachung in monetären Größen umgerechnet).
Die Lösung ist, dass sich der Agent in einer Art Dilemma befindet: der Arbeitsmarkt/Prinzipal hat Vorstellungen über das Verhalten des Agenten. Weicht der Agent von den Vorstellungen ab, würde der Arbeitsmarkt/Prinzipal ein geringeres Talent antizipieren und nicht weniger Arbeitseinsatz vermuten. Durch diese Erwartungen muss der Agent zu Beginn seiner Karriere einen ineffizient hohen Arbeitseinsatz leisten, um ein möglichst hohes Talent vorzutäuschen. Mit der Zeit (t -> ∞) wird sein Talent durch den Arbeitsmarkt/Prinzipal immer besser beobachtbar sein ({\displaystyle u_{t}} -> 0 bzw. {\displaystyle u_{t}} = 0) und somit nahezu bekannt sein. Es lohnt sich für den Agenten am Ende seiner Karriere bzw. wenn sein Talent bekannt ist, nicht mehr einen hohen Arbeitseinsatz zu zeigen und er wird einen ineffizient niedrigen Arbeitseinsatz wählen.

## Kritik
Als Kritik am Holmström-Modell kann sicherlich angeführt werden, dass Talent und Arbeitseinsatz keine perfekten Substitute sind. Talent kann in der Praxis lediglich bis zu einer gewissen Schwelle durch Arbeitseinsatz wettgemacht werden. Auch gibt es sicherlich Tätigkeiten, bei denen Talent und Arbeitseinsatz erst gar keine Substitute darstellen (z. B. im Profisportbereich).